# L'Histoire d'Adèle H.
L'Histoire d'Adèle H. is een Franse dramafilm uit 1975 onder regie van François Truffaut. De film is gebaseerd op het dagboek van Adèle Hugo, de jongste dochter van de Franse auteur Victor Hugo.

## Verhaal
Adèle Hugo reist in 1863 naar de Canadese stad Halifax. Ze is verliefd op luitenant Albert Pinson, maar hij is niet geïnteresseerd in haar. Ze is evenwel dermate geobsedeerd door de luitenant dat ze hem tot in Canada blijft achtervolgen.

## Rolverdeling
| Acteur             | Personage                |
| ------------------ | ------------------------ |
| Isabelle Adjani    | Adèle Hugo               |
| Bruce Robinson     | Lt. Albert Pinson        |
| Sylvia Marriott    | Mevr. Saunders           |
| Joseph Blatchley   | Whistler                 |
| Ivry Gitlis        | Hypnotiseur              |
| Louise Bourdet     | Bediende van Victor Hugo |
| Cecil De Sausmarez | Lenoir                   |
| Ruben Dorey        | Saunders                 |